# Polizeimuseum Šiauliai
Das Polizeimuseum Šiauliai ist ein Polizeimuseum in der viertgrößten litauischen Stadt Šiauliai. Im Museum wird historisches Material über die Bezirkspolizei Šiauliai und die Polizei Litauens ausgestellt. Das Museum wurde 1996 eröffnet.
Der Gründer des Museums ist das Oberpolizeikommissariat des Bezirks Šiauliai. Die Ausstellungsstücke machen die Besucher mit der Geschichte, den Traditionen, dem Polizeisport und den künstlerischen Aktivitäten der litauischen Polizei bekannt. Einige Stände sind den präventiven Maßnahmen der Polizei gewidmet.
Das Museum befindet sich in der Aušros alėja 19.